# 29969 Amyvitha
29969 Amyvitha este un asteroid din centura principală de asteroizi.

## Descriere
29969 Amyvitha este un asteroid din centura principală de asteroizi. A fost descoperit pe 13 mai 1999 la Socorro, New Mexico, în cadrul proiectului LINEAR. Asteroidul prezintă o orbită caracterizată de o semiaxă mare de 2,84 ua, o excentricitate de 0,02 și o înclinație de 2,9° în raport cu ecliptica.